# 宣傳運動 (菲律賓)
宣傳運動（Propaganda Movement），是一班定居歐洲的菲律賓流亡知识分子及旅欧留学生在1872年至1892年間於馬德里成立的一個改革组织，成员多是1872年留學歐洲的菲律賓自由派大學生。組織旨在让西班牙人关注他们的殖民地菲律賓的需求。成立的动因是三位民族主义菲裔教士布爾戈斯(José Apolonio Burgos)、戈麥斯(Mariano Gómez)和薩莫拉(Jacinto Zamora)被西班牙当局以「煽动叛乱罪」处死在马尼拉。

## 组织详情

### 组织历史
19世纪中後期，西班牙因国势衰弱对菲律宾的控制减弱，大量外资渗入菲律宾，西班牙被迫放弃独占政策，开放马尼拉等港口，使之成为西方列国的原料产地和投资地。经济的活跃使得菲律宾中产阶层增多，他们受过良好教育，接触西方进步思想，开始关注菲人自身权利，要求与西班牙人平权。
19世纪60年代，菲律宾开展教区菲化运动，菲律宾天主教传教士从西班牙教区主教的手中争取管理权，最终其中三名领袖——菲裔教士何塞·阿波洛尼奥·布爾戈斯(José Apolonio Burgos)、马里亚诺·戈麥斯(Mariano Gómez)和哈辛托·薩莫拉(Jacinto Zamora)，被西班牙当局以「煽动叛乱罪」处死在马尼拉。
1872年开始，流亡西班牙的菲律宾自由主义知识分子结社「宣传运动」宣传菲律宾自治。起初要求把菲律宾纳为西班牙的一省，菲人西班牙化。后来转而要求恢复西班牙国会中菲人代表的席位，驱除西籍传教士，给菲人在教育方面的便利，菲人和西班牙人在法律上的平等，参政权及结社、言论、集会自由等基本人权。为了宣传这些主张，他们于1889年2月15日出版《团结报》，祕密销往菲律宾。
1892年7月，黎刹曾把运动组织及其报社纳入菲律宾同盟会。不过同盟创社才4天，便随着黎刹被捕而陷入瘫痪，直至1896年12月黎刹被当局处决而正式解散。
1896年後，因爲西班牙政府和西班牙传教士的阻挠，以及运动阵地遠离菲律宾等原因，随着内部产生分歧，领导人相继去世，宣传运动以失败告终。《团结报》也于1895年11月停刊。

### 重要成员
其突出的成員包括：
- 黎剎（José Rizal）：小說《不許犯我》（Noli me Tangere）和《起義者》（El Filibusterismo）的作者
- 格拉西亞諾．洛佩兹．哈埃納(Graciano López Jaena)：《團結報》（La Solidaridad）的编辑
- 胡安．盧納(Juan Luna)和安東尼奧．盧納（Antonio Luna）兄弟
- 马里亚诺·彭西（Mariano Ponce）
- 馬塞洛．H．德·皮拉爾（Marcelo H. del Pilar）：运动组织的书记

### 组织目标
具體而言，宣傳運動的目標是：
1. 西班牙國會要有菲律賓代表
2. 神職人員世俗化
3. 西班牙人和菲律賓人平等合法化
4. 建一所政府資助的公立學校和獨立的教士的公立學校系統
5. 廢除polo（勞役）和vandala（強制本地產品出售給政府）
6. 保證基本的言論和結社自由
7. 菲律賓人和西班牙人有同等機會進入政府服務
8. 確認菲律賓作為西班牙的一個省
9. 菲律賓教區的世俗化
10. 承認人權